# RhB Albulabahn-rijtuigen
De Albulabahn rijtuigen zijn rijtuigen voor het regionaal personenvervoer van de Zwitserse spoorwegmaatschappij Rhätische Bahn (RhB).

## Geschiedenis
De rijtuigen werden door de Rhätische Bahn (RhB) op 20 december 2010 besteld bij Stadler Rail ter vervanging van oudere type rijtuigen. Deze rijtuigen werden vanaf december 2015 in een vaste samenstelling voor het personenvervoer op het traject van de Albulabahn ingezet.
Met een vloot van 42 rijtuigen worden 7 composities van twee eersteklas rijtuigen en vier tweedeklas rijtuigen samengesteld. Een rijtuig met lagevloerdeel heeft een panoramisch uitzicht boven het draaistel met banken in de lengterichting. Hier bevinden zich ook ramen in het dak. Ook is dit rijtuig voorzien van een vacuümtoilet.

## Constructie en techniek
Het frame van de rijtuig is met aluminium opgebouwd. In het rijtuig is een klimaatbeheersingssysteem aangebracht. De draaistellen van het type Stadler-SSL zijn voorzien van luchtvering.

## Treindiensten
De rijtuigen worden vanaf 2014 door de Rhätische Bahn (RhB) samen met de Glacier-Express Panoramarijtuigen ingezet op het traject tussen Chur en St. Moritz over onder meer de Albulabahn.
- Chur - St. Moritz, Albulabahn